# كليمنت تشيفرير
كليمنت تشيفرير (بالفرنسية: Clément Chevrier)‏ هو دراج فرنسي، ولد في 29 يونيو 1992 في أميان في فرنسا.

## وصلات خارجية
- كليمنت تشيفرير على موقع الاتحاد الدولي للدراجات (الإنجليزية)
- كليمنت تشيفرير على موقع أرشيف الدراجات (الإنجليزية)
- كليمنت تشيفرير على موقع إحصائيات الدراجات الإحترافية (الإنجليزية)
- كليمنت تشيفرير على موقع نسبة الدراجات (الإنجليزية)